# 日本国际贸易促进协会
日本国际贸易促进协会（日语：／），简称国际贸促，成立于1954年，是致力于发展日中经贸的非政府组织，由众多的日本大企业作为会员组成。设有机关报《国际贸易》。

## 历史
日本国际贸易促进协会于1954年9月22日正式成立。村田省蔵担任会长。北村德太郎、山本熊一、田岛正雄担任副会长。主要成员均为亲中派人士。1954年11月13日另外成立日本国际贸易促进协会关西总局。
日本国际贸易促进协会1973年6月11日东京特别会员大会决定，修改部分规章，在石桥湛山总裁逝世后，采用会长制以代替总裁制。

## 宗旨
协会成立之初的目的是促进日本同中华人民共和国的贸易。中日建交前，该协会主要由中小友好商社和企业组成，曾与中国贸促会签订《中日民间贸易协定》和《友好贸易议定书》。中日建交后, 加强对大企业和商社工作，并吸收为会员。为中日两国促进金融合作、发展双方经济技术合作关系等领域做了巨大贡献。

## 大事年表
| 年份   | 日期            | 事件 |
| ------ | --------------- | --- |
| 1954年 | 9月22日         | 日本国际贸易促进协会正式成立                                                                               |
| 1955年 | 10月17日        | 在东京春海特设馆举办首场“中国商品展览会”                                                                   |
| 1956年 | 10月6日-29日    | 在北京举办首场“日本商品展览会”                                                                             |
| 1956年 | 12月1日-26日    | 在上海举办首场“日本商品展览会”                                                                             |
| 1963年 | 10月5日         | 与中国国际贸易促进委员会、日中贸易促进会、日本国际贸易促进协会关西本部共同举办的“日本工业展览会”在北京开幕 |
| 1966年 | 8月30日-9月16日 | “日本国际贸易促进协会经济友好代表团”访华                                                                   |
| 1967年 | 6月4日          | 在天津举办“日本科学仪器展览会”（首次专业性展览会）                                                         |
| 1973年 | 6月19日-7月5日  | 在北京举办“日本自动化电子仪器设备和医疗器械展览会”                                                         |
| 1982年 | 12月            | 在北京举办“日本轻工机械技术展览会”                                                                         |

## 历任会长
| 届次 | 任期          | 姓名       |
| ---- | ------------- | ---------- |
| 1    | 1954年—1957年 | 村田省蔵   |
| 2    | 1957年—1963年 | 山本熊一   |
| 3    | 1964年—1973年 | 石橋湛山   |
| 4    | 1973年—1985年 | 藤山爱一郎 |
| 5    | 1985年—2002年 | 櫻內義雄   |
| 6    | 2002年—2006年 | 橋本龍太郎 |
| 7    | 2006年—       | 河野洋平   |

## 地址
- 本部：东京都千代田区内神田1丁9番13号

- 北京办事处：北京市建国门外大街19号国际大厦18-01A室